# Les Truttes

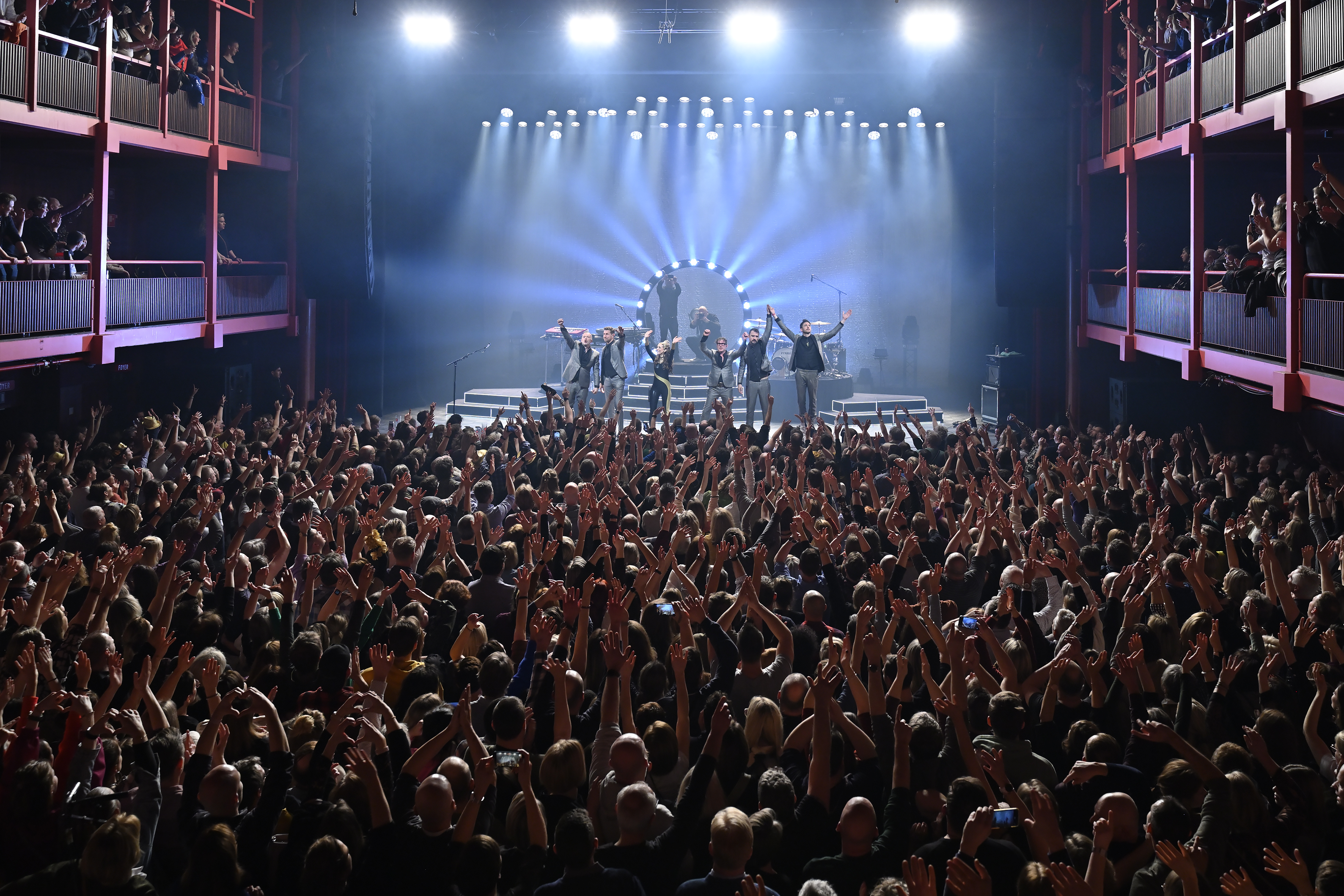
Les Truttes in een uitverkochte AB te Brussel.

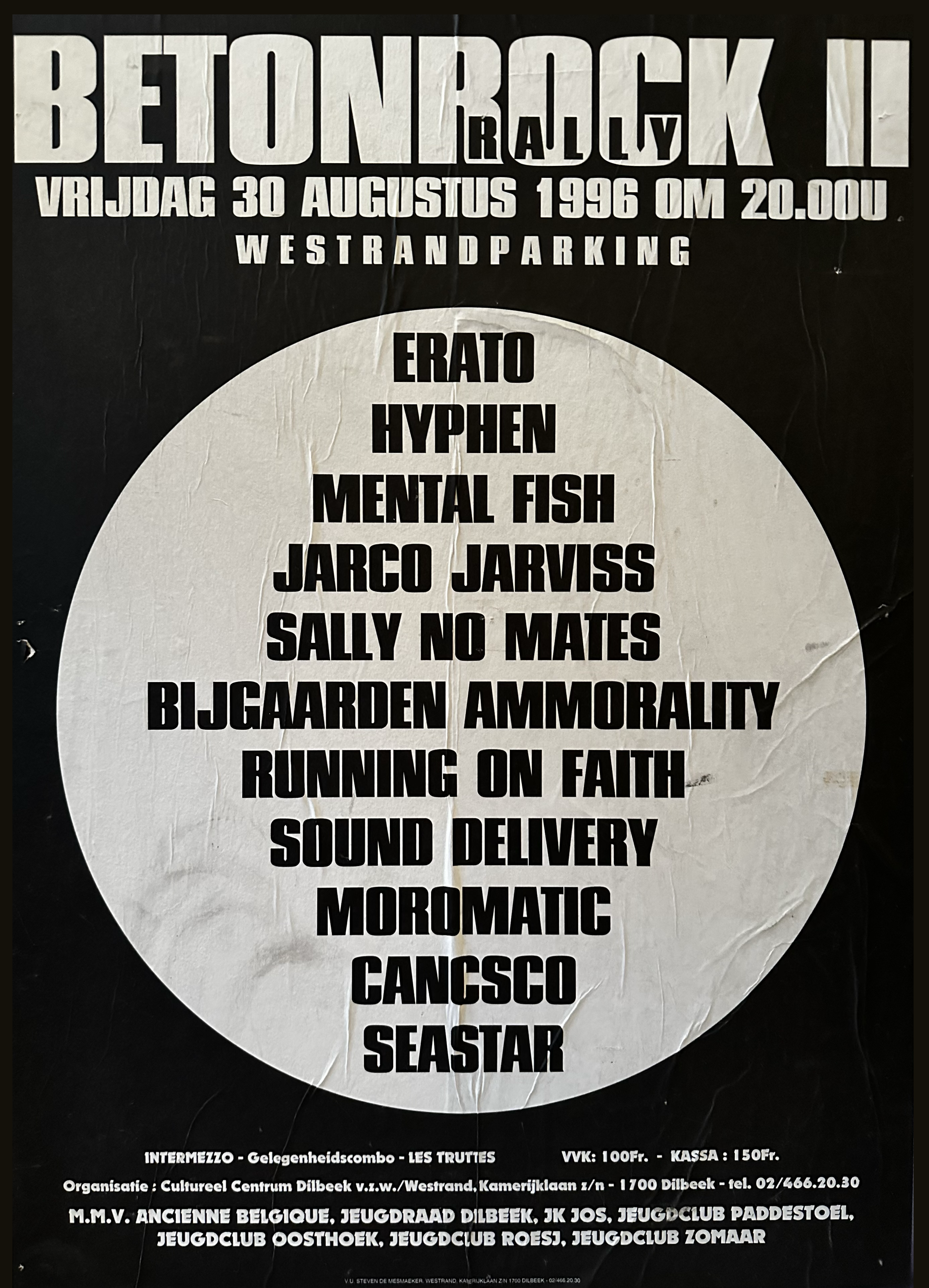
Affiche van Betonrock. De rockrally georganiseerd door het cultureel centrum van Dilbeek. Hier wordt de naam Les Truttes voor het eerst vermeld.

Les Truttes is een coverband uit Vlaanderen.

## Geschiedenis
Les Truttes ontstond in augustus 1996 als gelegenheidsformatie op Betonrock, een rockrally georganiseerd door het cultureel centrum van Dilbeek. Het was drummer en oprichter Gerrit De Cock die CC Westrand vroeg of ze een muzikaal optreden van een twintigtal minuten in elkaar mochten knutselen ter afsluiting van de tweede editie van dit lokale festival. Aangezien het om een eenmalig optreden zou gaan en de opzet licht humoristisch was, werd gekozen voor de naam "Les Truttes".
Tussen 1996 en 2003 lag de nadruk voornamelijk op discocovers met bijhorende glitter- en glamourshows. Het succes van de band zat hem vooral in de wijze waarop zij de muziek brachten. Menig disconummer werd, bij gebrek aan de typische groepsbezetting voor datzelfde genre, op een rockachtige manier gespeeld.
Vanaf 2004 werd de muzikale horizon verbreed en sloop er steeds meer rock, dance en techno in hun livesets, ook vestimentair en decormatig werd afscheid genomen van de discolook uit de jaren zeventig.
Vele optredens volgden op zowat alle grote Vlaamse stadsfestivals, zoals Marktrock, Suikerrock, Maanrock, de Gentse Feesten en de Lokerse Feesten. Zij stonden ook meermaals in het OLT te Deurne, speelden in 2008 live in het Eén-programma Villa Vanthilt en werden in 2009 door The Levellers persoonlijk uitgenodigd om in Engeland op het Beautiful Days Festival te gaan spelen. Ook in Nederland groeide hun populariteit door de jaren heen. Zo stonden ze al meermaals op bijvoorbeeld Nirwana, PopOnTop, Huntenpop en Paaspop.
2020 werd door de coronapandemie het eerste jaar waarin de band geen enkele show speelde.
In 2021 vierden Les Truttes hun 25-jarig bestaan met de show Oh My God, maar ook toen gooide de coronapandemie roet in het eten, waardoor de start van de geplande theatertournee werd verplaatst naar 2022. Die ging uiteindelijk van start met een première op donderdag 31 maart 2022 in CC Westrand te Dilbeek. Op 10 februari 2023 werd de tournee na 63 concerten afgesloten in Ancienne Belgique te Brussel.

## Bandleden
- Mister S.L.Y. (sinds 1996) - zang
- Mister Phil The Face (sinds 1996) - gitaar, achtergrondzang
- Miss Kitty K (sinds 2010) - zang
- Mister Animal G (sinds 1996) - drums
- Mister PH. Morris (sinds 2004) - bas
- Dr Stereo Steve (sinds 2015) - keyboard

## Oud-bandleden
- Mister Kamilli Vanilli: bas
- Mister Frankophone: saxofoon
- The Yojo Man: saxofoon
- Miss Booby Lejeune: zang
- Mister Go Eric: bas
- Mister W. Keys: keyboard

## Toerschema
- 2000-2001: Resistance is Futile
- 2002-2003: Pooh TV
- 2004: We are Seven
- 2005: Black & White Tour
- 2006-2007: A Decade of Decadence: The 10th Anniversary Tour
- 2008-2010: Year of the Red
- 2011-2012: On the Rocks
- 2013-2014: Letter Be Light
- 2015: Popaganda
- 2016: Elephantastic: The 20th Anniversary Tour
- 2017: The Empire Strikes Black
- 2018: The People's Party
- 2019: The People's Party Part II
- 2021-2023: OH MY GOD: The 25th Anniversary Tour
- 2023: GOLDENEYE
- 2024: T.R.U.T. (The Tremendously Royal Unbelievable Theatre Tour)